# Starlight Destiny
Starlight Destiny（スターライト デスティニー）は、SOUL'd OUTの13枚目のシングルである。

## 概要
- タイトル曲の「Starlight Destiny」は、Tour 2006 "ALIVE"の最終公演のアンコールのラストで初めて披露された。
- オリコンデイリーシングルチャートでは5位に初登場[1]。SOUL'd OUTのシングルとしては最高位となるオリコンシングルチャート初登場6位を獲得。
- タイトルは3人で考えてつけたもの。
- 初回盤にはスターライト・ステッカー3種類（Diggy-MO'ステッカー、Bro.Hiステッカー、Shinnosukeステッカー）をランダム封入するとともに、幻の4種類目のスターライト・ステッカーが抽選で当たる応募ハガキを封入。
- この楽曲のリリースにあわせ、ペルセウス座流星群の「No.9990」の星に「SOUL'd OUT星」という名前が付けられた[2]。オフィシャルWebサイトでは、SOUL'd OUT星の早見表の無料ダウンロードも行われている
  - 47 STARLIGHTS ～47個の星の運命～

## 収録曲
1. Starlight Destiny(5:28)
イントロのピアノはDiggy-MO'が担当。シンセサイザーを加えたりとミックスにこだわった作品となっており、Shinnosukeいわく「“（楽曲の）To All Tha Dreamers”と同じ路線のサウンド」。トラックは1970年代後半のソウル・ミュージックを今風にアレンジしたと語っている[3]。
SOUL’d OUTの1番ど真ん中の方向を狙って制作をスタートしたとDiggy-Mo'が語っている[4]。
ライブではラストを飾ることが多い。
制作段階の仮タイトルは「GO!GO!モンブラン」だった。
2. POSTMODERN(4:32)
3. ALIVE -Tour 2006 "ALIVE"- LIVE Ver.(5:43)
2006年6月11日、Zepp Tokyoでのもの。

作詞：Diggy-MO'，Bro.Hi　作曲：Diggy-MO'，Shinnosuke　編曲：Shinnosuke

## テレビ出演
- 2006年10月3日、音楽戦士 MUSIC FIGHTER
- 2006年10月14日、ポップジャム

## タイアップ
Starlight Destiny
ドワンゴ「いろメロミックスDX」CMソング
日本テレビ系「スポーツうるぐす」2006年10〜11月度テーマソング

## 収録アルバム
- Single Collection（#1）
- ATTITUDE（#1）
  - 先にSingle Collectionに収録されたが、1年4か月後に発売されたオリジナルアルバムにも収録された。
- Flip Side Collection（#2）